# Najden
Najden (bulgarisch Найден) ist ein bulgarischer Vorname. Die Bedeutung des Namens ist "gefunden".

## Berühmte Namensträger
- Najden Todorow, bulgarischer Dirigent
- Najden Gerow, bulgarischer Sprachwissenschaftler, Volkskundler und Autor und Aktivist der Bulgarischen Wiedergeburt